# Васильев, Алексей Леонидович
Алексей Леонидович Васильев — российский учёный-кораблестроитель, доктор технических наук, профессор, заслуженный деятель науки РФ (1998).

## Биография
Родился 19 марта 1922 года в Петрограде. Поступил в Ленинградский кораблестроительный институт в 1941 году, в блокаду работал санитаром в госпитале, учеником-водопроводчиком на заводе № 218. В период Великой Отечественной войны с марта 1942 г. по май 1945 г. участвовал в боевых действиях; сержант 8-го стрелкового полка, 21-й стрелковой дивизии войск НКВД Ленинградского фронта; получил ранение. С сентября 1944 по май 1946 г. командовал мотострелковым взводом 19-го отдельного мостостроительного батальона Войска Польского в звании подпоручика.
В 1946 г. демобилизован. В 1952 г. окончил Ленинградский кораблестроительный институт. С 1952 по 2001 г. работал и вёл научную деятельность там же — аспирант, преподаватель, доцент, с 1984 г. профессор кафедры конструкции судов.
В 1956 году защитил кандидатскую диссертацию «Экспериментальное исследование работы переборки с горизонтальными коробчатыми гофрами на поперечную нагрузку».
С 1983 года — доктор наук. Профессор (1984).
В 1998 г. присвоено звание «Заслуженный деятель науки РФ».
В 1969—1970 годах заведующий кафедрой судостроения ВМЕИ (Варна), занимался совершенствованием судостроительного образования Болгарии.
Автор более 150 научных работ, в том числе 15 монографий, 7 учебных пособий, 15 авторских свидетельств и патентов на изобретения.
Сфера научных интересов — экспериментальные и теоретические исследования прочности узлов и перекрытий судового корпуса.
Сочинения:
- Прочные судовые гофрированные переборки [Текст] / А. Л. Васильев., М. К. Глозман, Е. А. Павлинова, М. В. Филиппео. — Ленинград : Судостроение, 1964. — 316 с., 3 л. черт. : ил.; 22 см.
- Судовые фундаменты [Текст] / А. Л. Васильев, М. К. Глозман, В. А. Голубев, А. К. Сборовский. — Ленинград : Судостроение, 1969. — 280 с. : ил.; 22 см.
- Стандартизация в судокорпусостроении [Текст]. — Ленинград : Судостроение, 1978. — 191 с. : ил.; 22 см.
- Закрытия судовых грузовых люков [Текст]. — Ленинград : Судпромгиз, 1961. — 139 с., 2 л. черт. : ил.; 22 см.
- Модульное судостроение / А. Л. Васильев. — М. : Знание, 1981. — 63 с. : ил.; 20 см.
- Развитие методов проектирования судовых корпусных конструкций [Текст] / Кандидаты техн. наук, доценты А. Л. Васильев, М. К. Глозман ; Науч. ред. канд. техн. наук, доц. А. Л. Васильев. — Москва : [б. и.], 1978. — 254 с. : ил.; 22 см. — (Итоги науки и техники. Серия «Судостроение». Т. 8).
- Модульное судостроение и стандартизация : Тр. Ленингр. кораблестроит. ин-та / [Науч. ред. А. Л. Васильев]. — Л. : ЛКИ, 1980. — 108, 5 с. : ил; 20 см.
- Технологичность конструкций корпуса судна [Текст] / М. К. Глозман, А. Л. Васильев. — Ленинград : Судостроение, 1971. — 279 с. : ил.; 22 см.
- Стандартизация для всех [Текст] / А. Л. Васильев. — Москва : Изд-во стандартов, 1992. — 111, [1] с. : ил.; 21 см; ISBN 5-7050-0296-3
- Вопросы проектирования конструкций корпуса судов [Текст] : Учеб. пособие : [В 3 вып.] / Ленингр. кораблестроит. ин-т. — Ленинград : [б. и.], 1973-. — 20 см.
- Архитектурно-конструктивные типы судов : [Учеб. пособие] / А. Л. Васильев; Ленингр. кораблестроит. ин-т. — Л. : ЛКИ, 1988. — 67 с. : ил.; 20 см.
- Модульный принцип формирования техники / А. Л. Васильев. — М. : Изд-во стандартов, 1989. — 238 с. : ил.; 22 см; ISBN 5-7050-0055-3 : 1 р. 10 к.
- Введение в проектирование конструкций корпуса судов : [Учеб. пособие] / А. П. Васильев. — Л. : ЛКИ, 1984. — 49 с. : ил.; 20 см.
- Стандартизация для всех / А. Л. Васильев. — М. : Изд-во стандартов, 2000. — 191, [1] с. : ил., табл.; 21 см; ISBN 5-7050-0452-4
- Россия в XXI веке : Качество жизни и стандартизация / А. Л. Васильев. — М. : РИА «Стандарты и качество», 2003 (Калуж. тип. стандартов). — 438, [2] с. : ил., табл.; 24 см; ISBN 5-94938-008-8

Автор воспоминаний:
- От студента до профессора. И не только… : [(записки профессора ЛКИ — СПбГМТУ) : в 2 т.] / А. Л. Васильев. — Санкт-Петербург : СПбГМГУ, 2008-. — 20 см; ISBN 978-5-88303-450-2 Т. 1. — 2008. — 518 с. : ил., к., портр., табл., факс.; ISBN 978-5-88303-450-2 Т. 2. — 2010. — 524 с. : ил., карты, портр., факс.; ISBN 978-5-88303-477-9 Т. 3. — 2013. — 324 с. : ил., портр., факс.; ISBN 978-5-88303-515-8

Мастер спорта СССР по туризму (1961). Один из организаторов первых в СССР соревнований по спортивному ориентированию (19.07.1959).

## Награды
- Медаль «За оборону Ленинграда»
- Орден Отечественной войны 1-й степени
- Орден Красной Звезды
- 2 Медали «За отвагу»
- Медаль «За победу над Германией в Великой Отечественной войне 1941—1945 гг.»
- Юбилейная медаль «300 лет Российскому флоту»
- Медаль «В память 300-летия Санкт-Петербурга»
- Медаль Жукова
- 2 польских ордена — «Серебряный Крест Заслуги» и «Бронзовый Крест Заслуги» — и 3 медали: «Победа и Свобода», «Братство по оружию»; «За заслуги в укреплении дружбы СССР — ПНР»